# Egy őszinte politikus
Az Egy őszinte politikus (hangul: 정직한 후보, Csongdzsikhan hubo, RR: Jeongjikhan hubo), angol címén Honest Candidate, 2020-ban bemutatott dél-koreai filmvígjáték Ra Miran és Kim Mujol (Kim Mu-yeol) főszereplésével. A 2014-ben bemutatott brazil O Candidato Honesto remake-je.
Magyarországon a Koreai Filmfesztivál keretében mutatták be 2020 szeptemberében.
A brazil eredetiben férfi politikus a főszereplő, a rendező azonban úgy vélte, csak Ra Miran tudná a szerepet eljátszani, ezért megváltoztatta a főszereplő nemét.

## Cselekmény
Csu Szangszuk (Ju Sang-suk) sikeres politikusnő, már háromszor választották meg városa képviseletében parlamenti képviselőnek, most a negyedik terminusára kampányol. Őszinte politikusként reklámozza magát, aki figyel az emberekre. Kezdetben ez így is volt, csakhogy a pénz és a hatalom őt is megrontotta. Az embereknek azt mutatja, hogy panelben lakik és odafigyel mindenki problémájára, valójában azonban egy hatalmas villában él és a titkárja jegyzeteli, hogy kinek mit kellene mondania. Még azt is képes volt hazudni az embereknek, hogy meghalt a nagymamája, aki egy biztosító ellen harcolt, csak hogy szimpatizáljanak vele, miközben rejtegeti a nagyit vidéken. A nagymamának elege lesz a hazudozásból és imádkozni kezd, hogy unokája többé ne legyen képes hazudni. Másnap Szangszuk (Sangsuk) arra ébred, hogy képtelen bármiféle hazugságot kiejteni a száján. Ez viszont óriási bonyodalmakat okot a kampányfellépések során.

## Szereplők
- Ra Miran mint Csu Szangszuk (Ju Sang-suk)
- Kim Mujol (Kim Mu-yeol) mint Pak Hicshol (Park Hui-cheol)
- Na Munhi (Na Mun-hui) mint Kim Okhi (Kim Ok-hui)
- Jun Gjongho (Yun Gyeong-ho) mint Pong Mansik (Bong Man-sik)
- Csang Dongdzsu (Jang Dong-ju) mint Pong Unho (Bong Eun-ho)